# Frauenplatz
Koordinaten: 48° 8′ 18″ N, 11° 34′ 25,5″ O
Der Münchner Frauenplatz erhielt den Namen vom berühmten Wahrzeichen Münchens, der großen Kirche mit den 2 Türmen „Unserer Lieben Frau“, genannt im Volksmund „Frauenkirche“.

## Geschichte
Der Platz um die 1468–1488 erbaute und am 14. April 1494 eingeweihte Frauenkirche diente bis 1789 als Friedhof und hieß früher Frauenfreithof. An der Südseite der Frauenkirche zog sich früher von dem 1427 vollendeten Pfarrhause, dem 1866 abgebrochen sogenannten „Dechanthofe“, dem Hauptportal gegenüber, bis zur heutigen Sporergasse die „Kirchhofgasse“ hin. Selten gebrauchte man früher die Bezeichnung „Domplatz“; der Volksmund nennt die Umgebung der Kathedrale das „Frauenbergel“.

## Lage
Der Platz hat eine Länge von 392 Meter. 109 Meter davon nimmt die Frauenkirche ein. Der 1972 von Bernhard Winkler entworfene Wasserglockenbrunnen (heute: Wasserpilzbrunnen) war zu Beginn ganz zur Frauenkirche ausgerichtet und öffnet sich nach einem Umbau 2022 auch zur Augustinerstraße, zur Löwengrube und zum dortigen Polizeipräsidium hin. An der Nordseite befindet sich der ebenfalls 1972 von Josef Henselmann entworfene St. Benno-Brunnen. Der gesamte Frauenplatz ist einschließlich aller abgehenden Straßen Fußgängerzone. Am Frauenplatz haben sich vor allem kleine und mittlere Geschäfte des Einzelhandels und kleine Restaurants angesiedelt.

## Gedenkort für Femizid-Opfer
Im April 2025 taten sich die Stadtratsfraktionen von SPD / Volt, Die Grünen – Rosa Liste und Die Linke / Die PARTEI zusammen, um in einem Antrag einen Ort auf dem Frauenplatz zu fordern, der „zur aktiven Auseinandersetzung mit patriarchaler Gewalt anregt“ und als Gedenkort für Femizid-Opfer gestaltet wird. Dort soll es auch eine Dokumentation, interaktive Elemente und eine künstlerische Interventionen geben. Ein neu gegründeter Fachbeirat soll die Pläne konkretisieren.

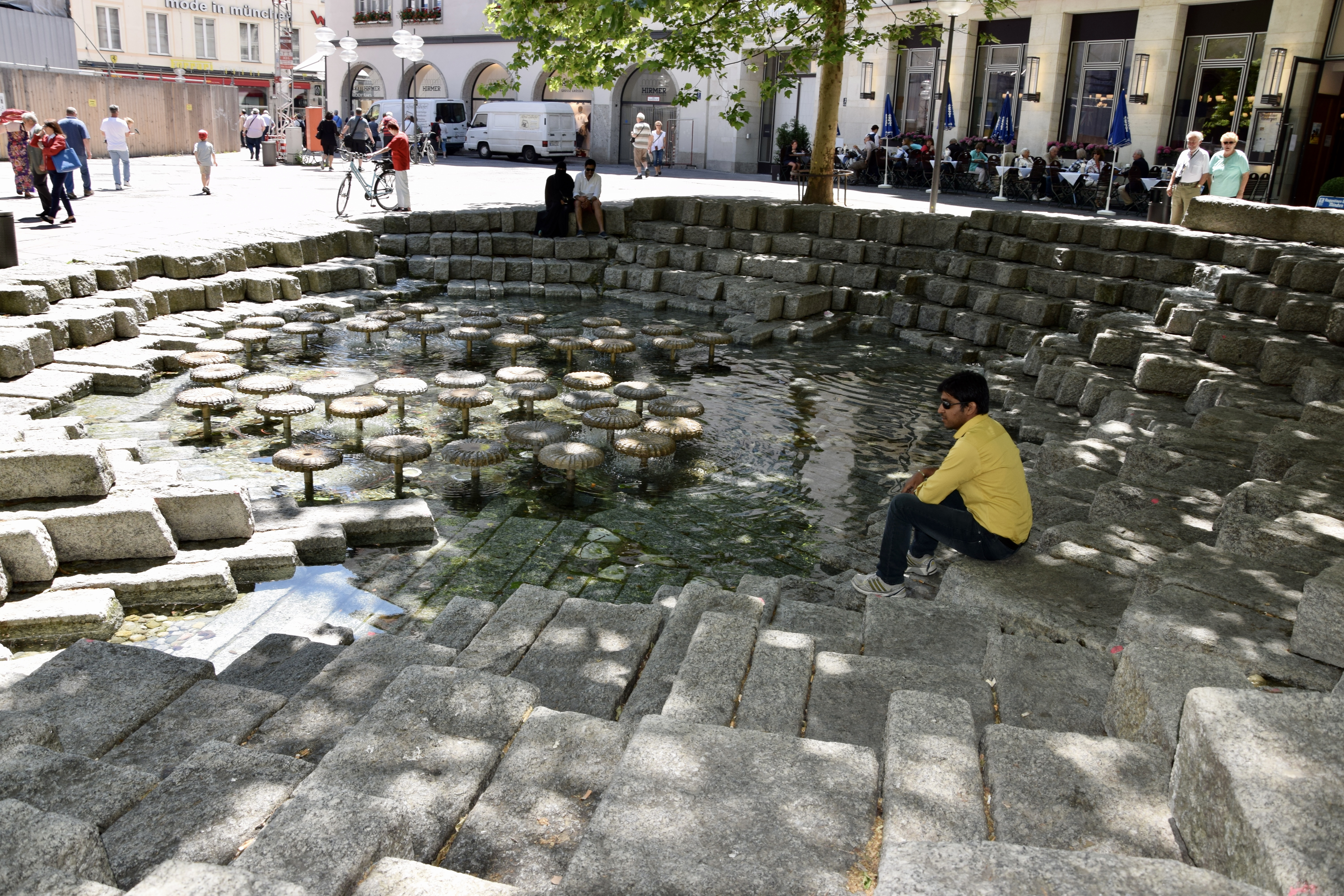
Wasserglockenbrunnen am Frauenplatz
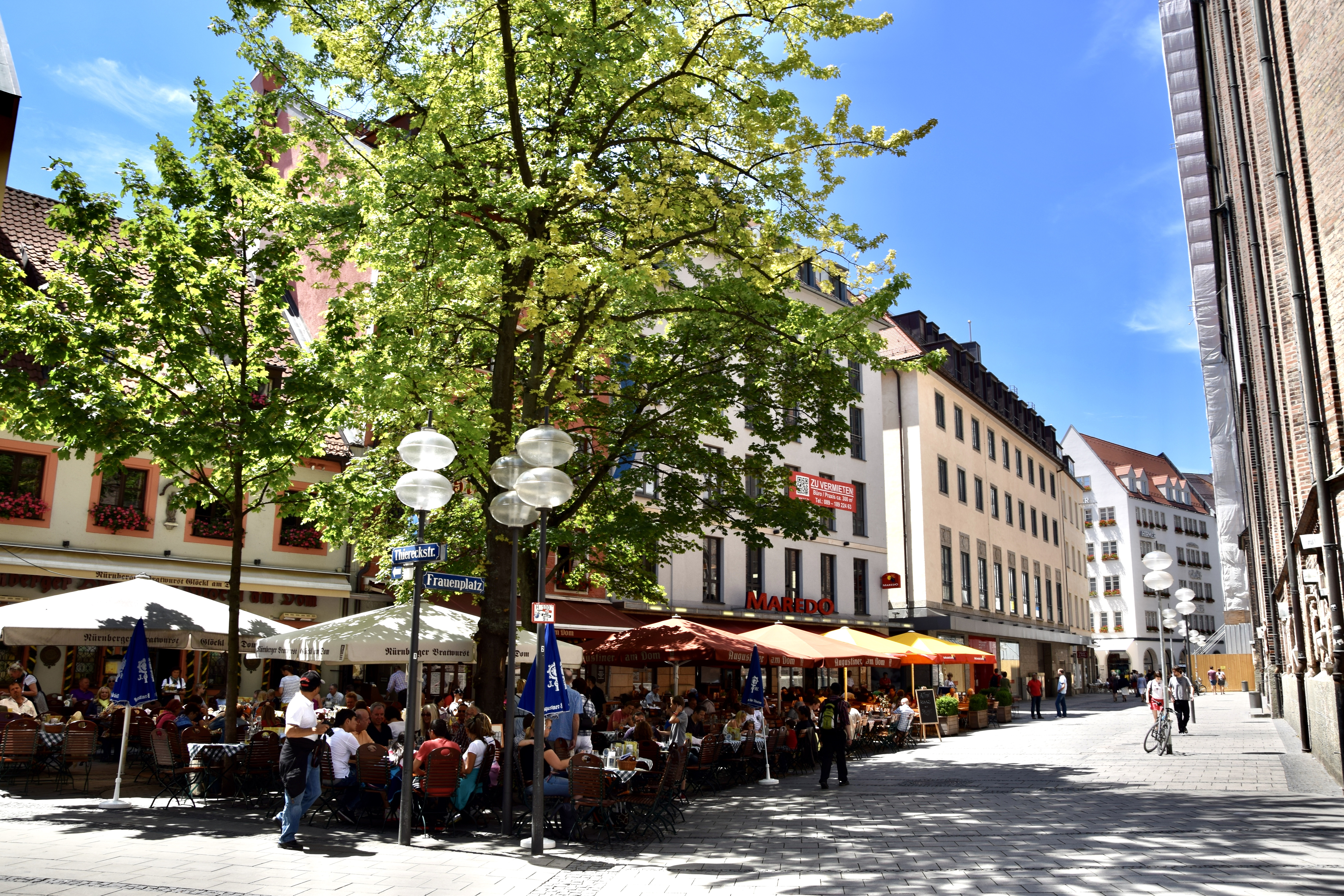
Frauenplatz (Südseite)
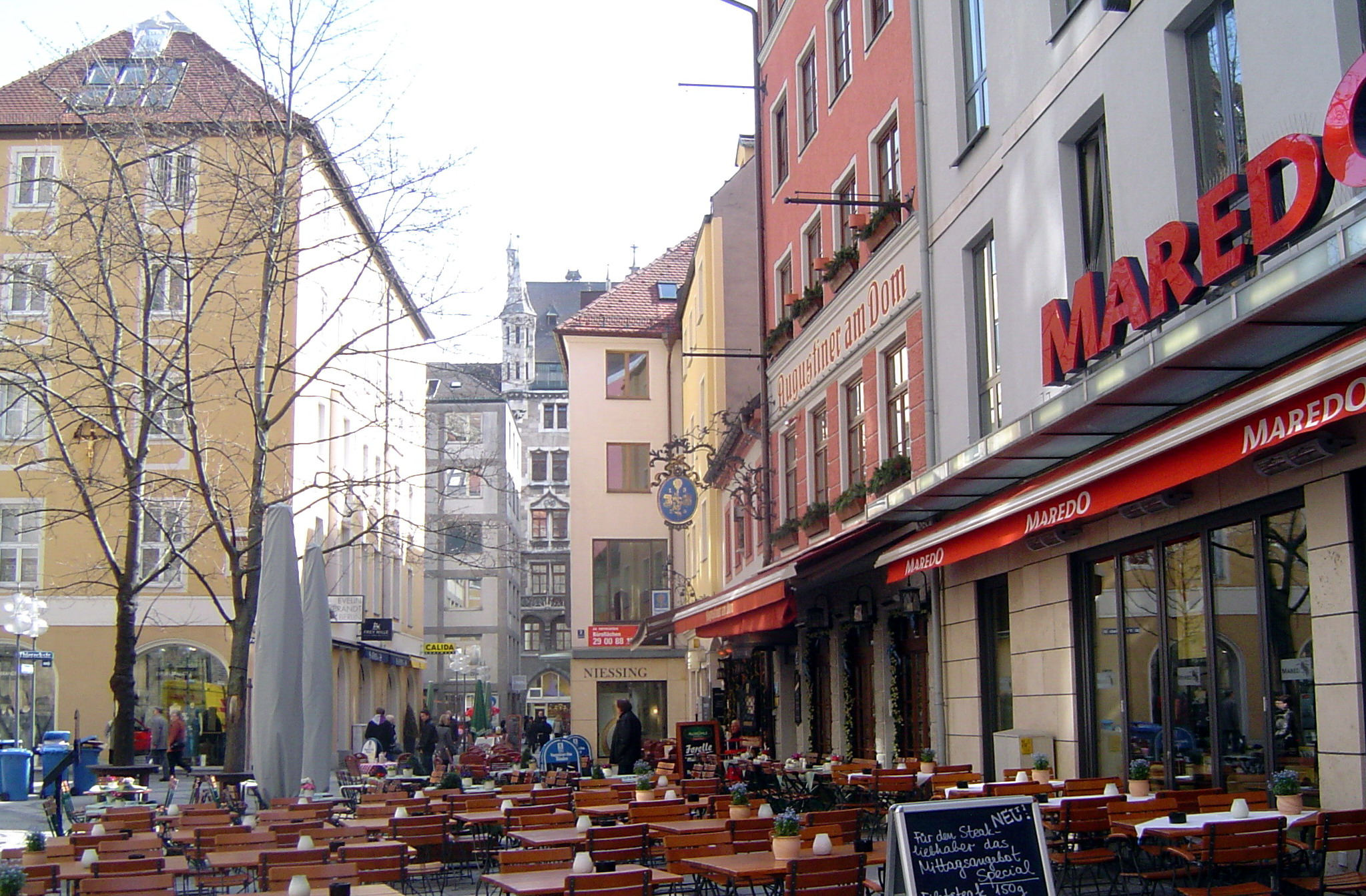
Frauenplatz 6–11 mit Sicht zur Sporerstraße
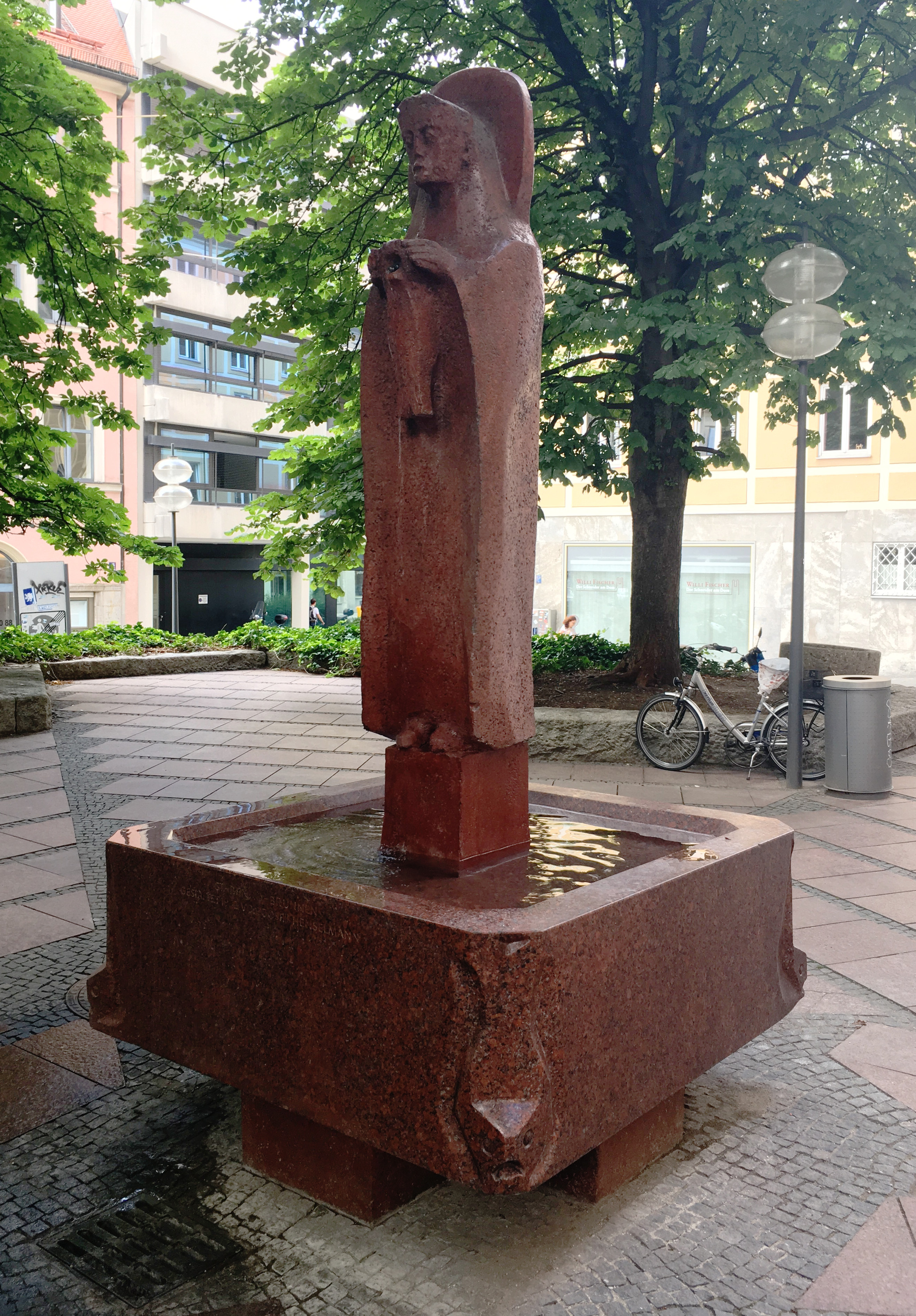
St. Benno Brunnen
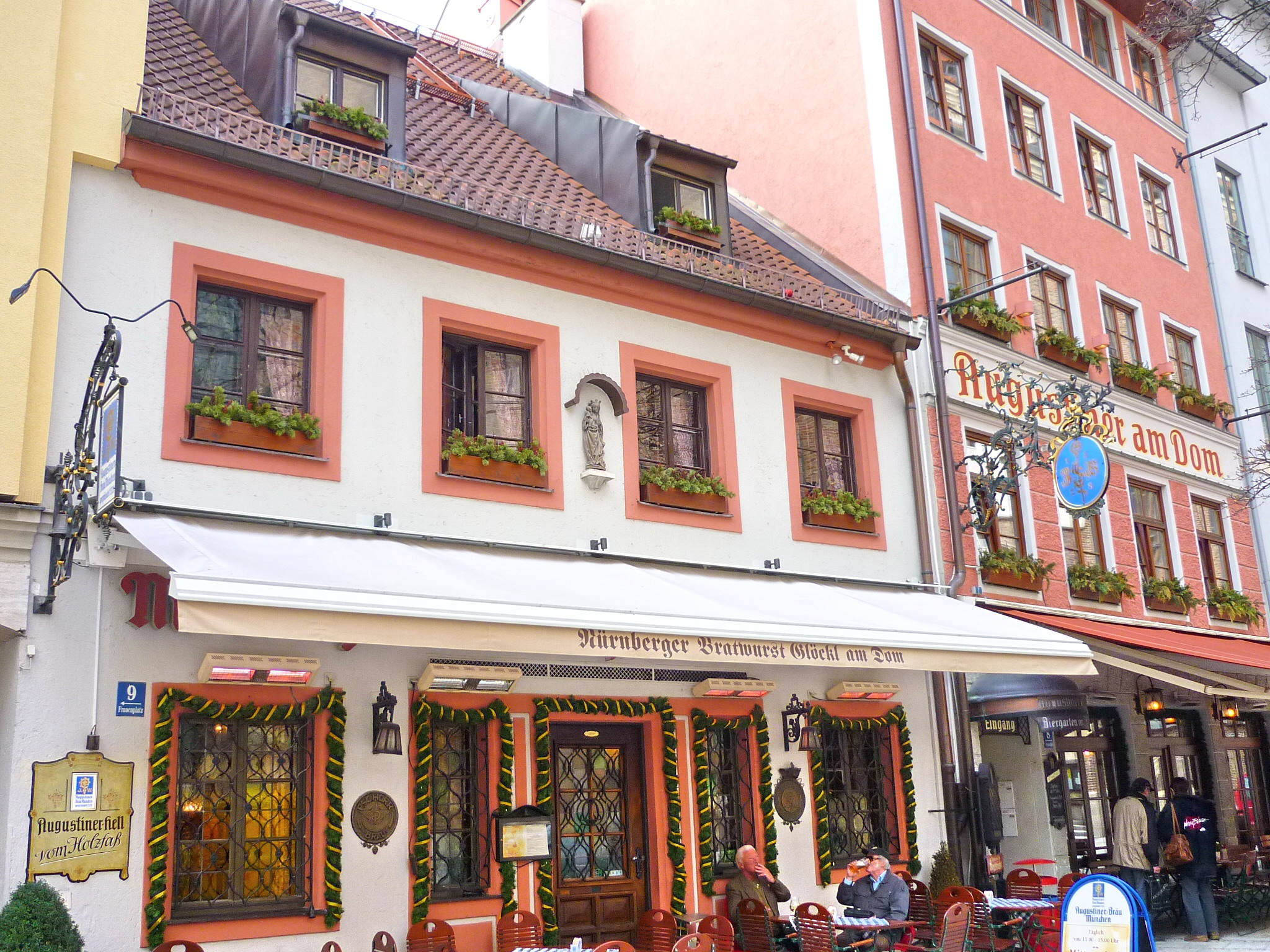
Frauenplatz 8 und 9
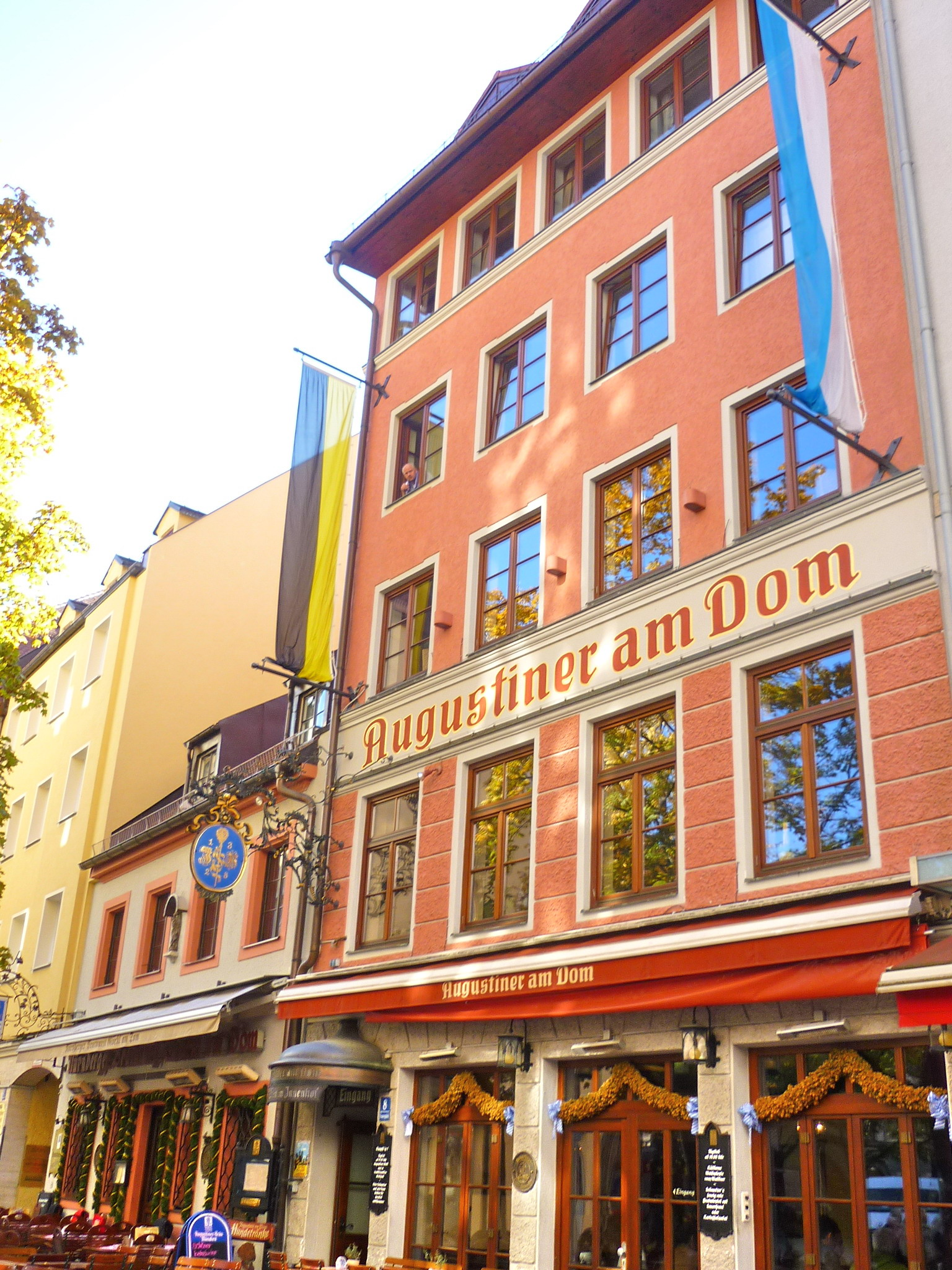
Frauenplatz 8 und 9
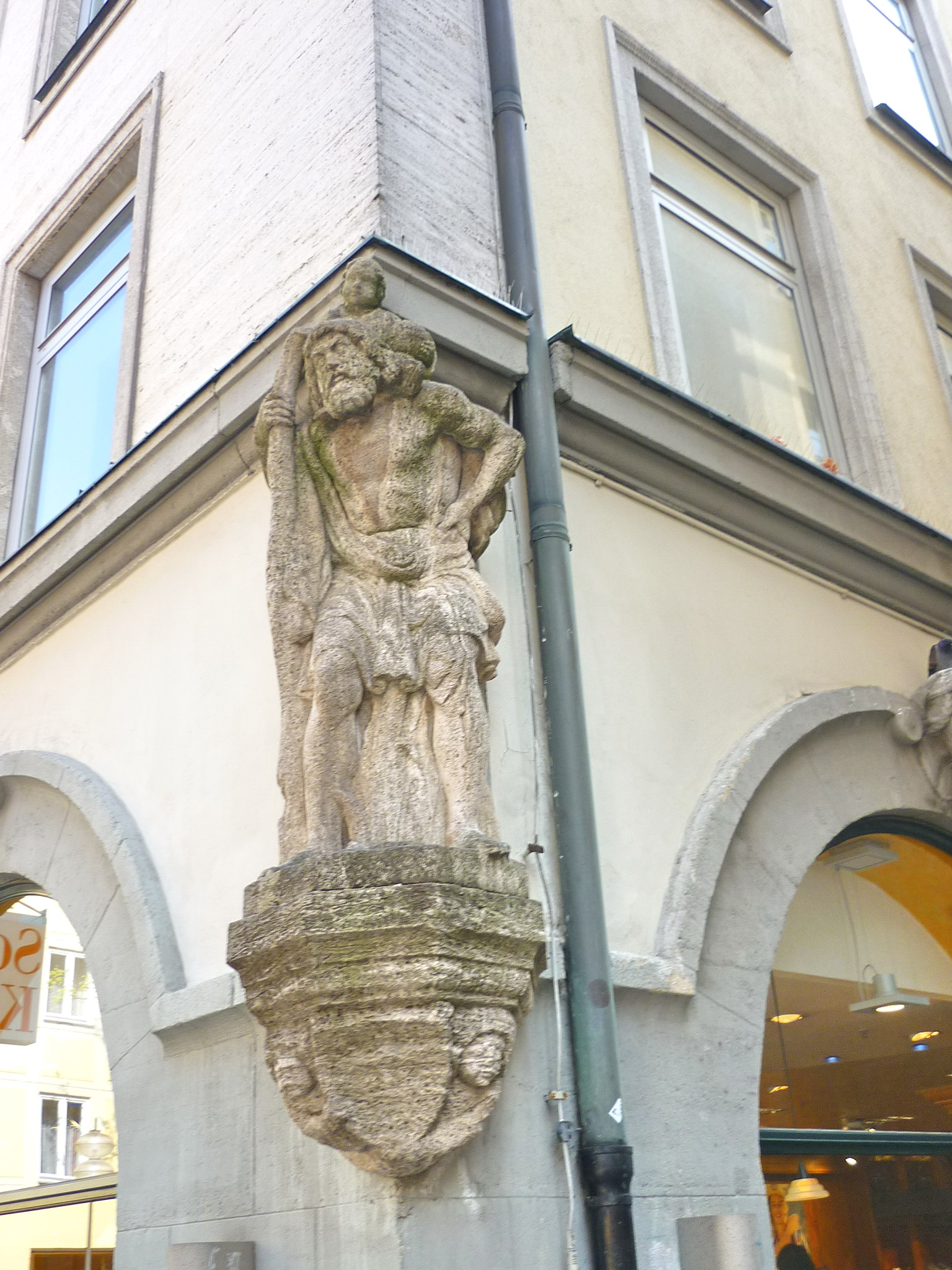
Frauenplatz 11 mit dem Hl. Christophorus
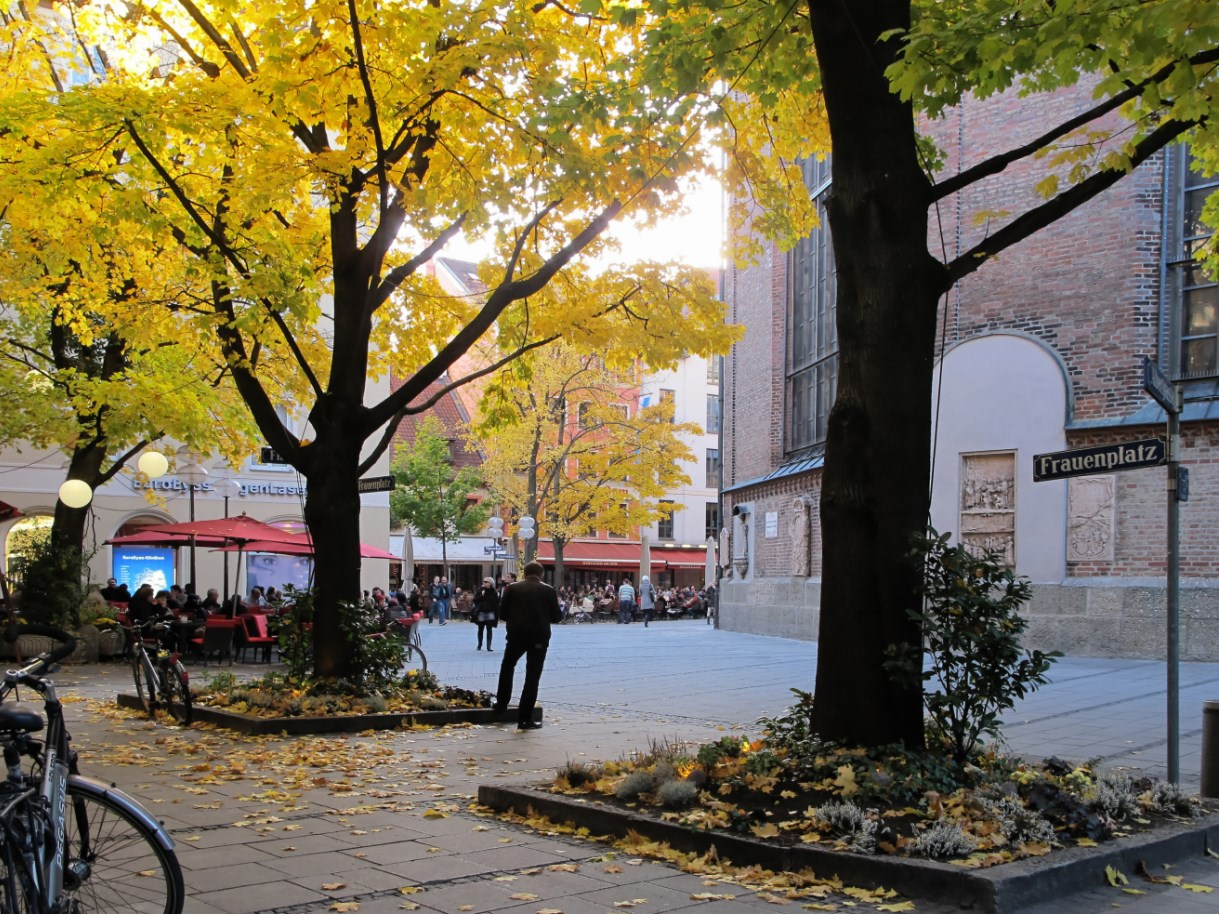
Nordseite des Frauenplatzes
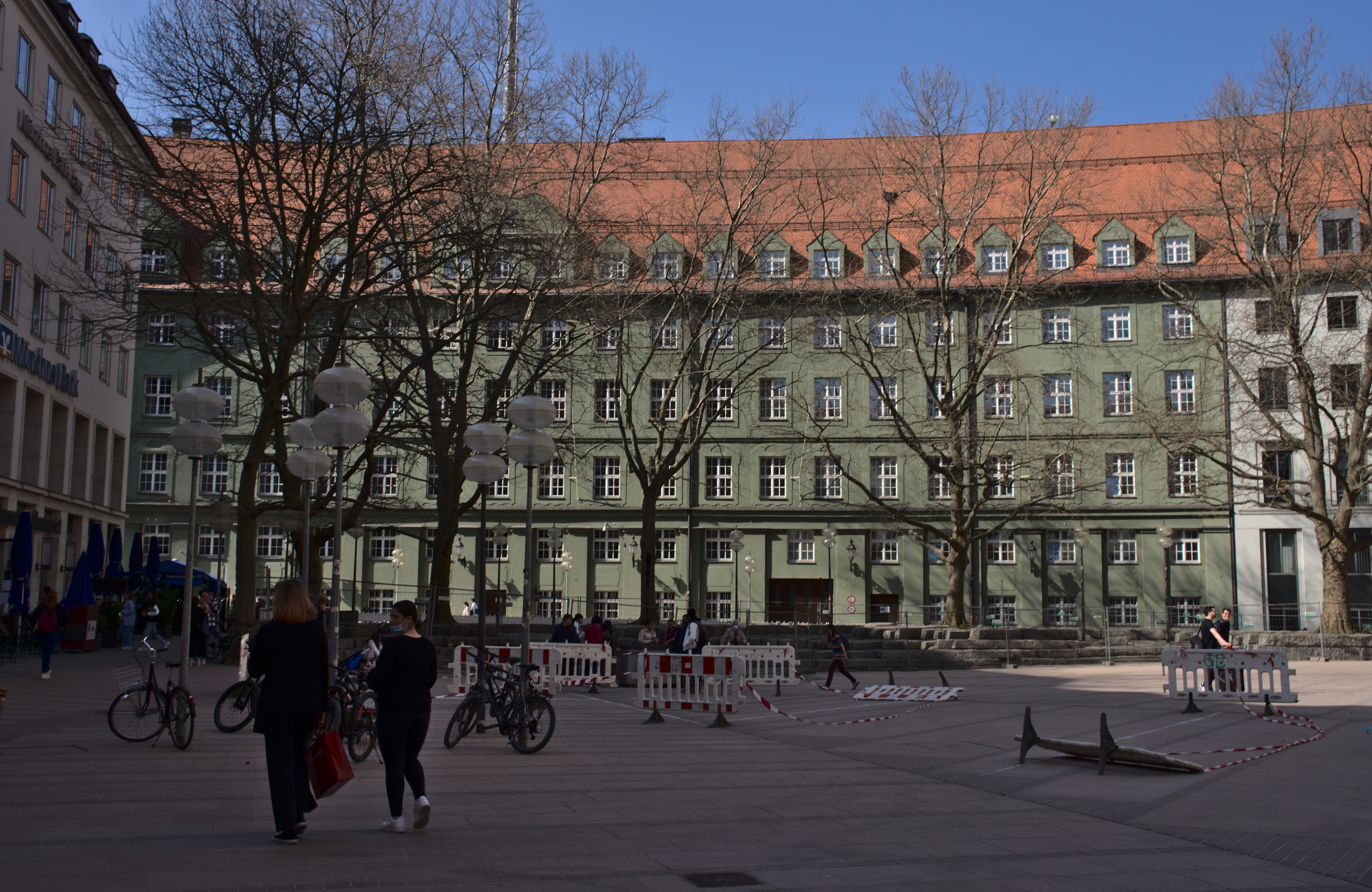
Frauenplatz Westseite mit Blick auf die Rückseite des Polizeipräsidiums an der Augustinerstraße
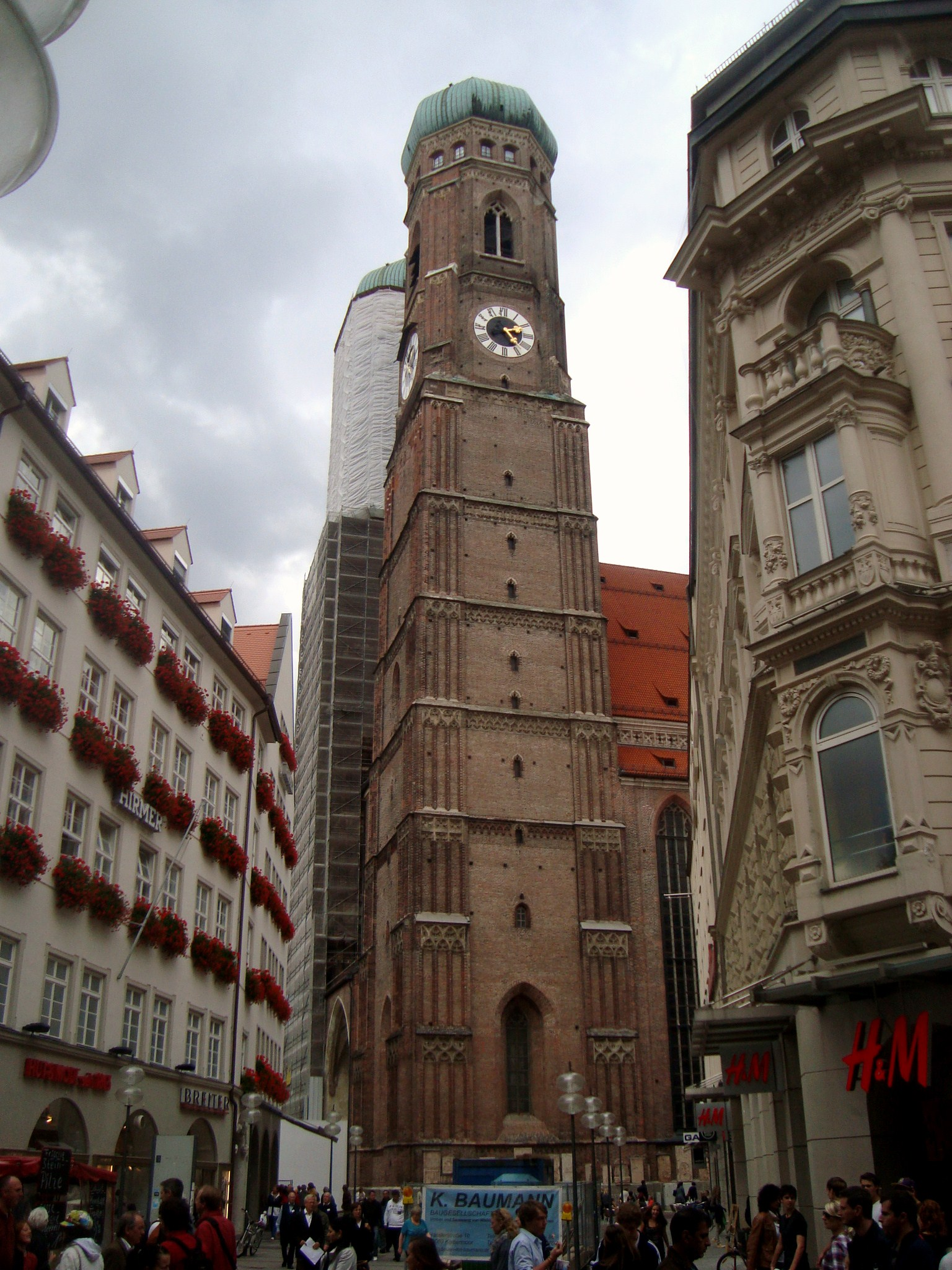
Blick von der Liebfrauenstraße auf die Frauenkirche